# Baht
Baht (฿t - Thai baht eller thai บาทไทย) är den valuta som används i Thailand. Valutakoden är THB. 1 Baht = 100 satang.
Valutan infördes 1897 och ersatte den tidigare baht som även kallades tical. Tidigare myntades även salung 1 Salung = 25 satang.
Fram till 1932 hade Thailand guldmyntfot.

## Användning
Valutan ges ut av Bank of Thailand - BoT som grundades den 10 december 1942 och har huvudkontoret i Bangkok / Krung Thep.

## Valörer
- mynt: 1, 2, 5 och 10 Baht
- underenhet: (1, 5 och 10 används sällan), 25 och 50 satang
- sedlar: 20, 50, 100, 500 och 1000 THB